# 銚子連絡道路
銚子連絡道路（ちょうしれんらくどうろ）は、千葉県山武市と銚子市を結ぶ延長30キロメートル（km）を予定している一般有料道路（自動車専用道路）と一般道路からなる地域高規格道路（国道126号バイパス）である。

## 概要
1994年（平成6年）12月16日計画路線に指定され、1期工事として首都圏中央連絡自動車道（圏央道）の松尾横芝インターチェンジ（IC）から横芝光町の一般国道126号までの6.1 kmが自動車専用道路（一般国道126号山武東総道路）として整備された。また、横芝光ICから匝瑳市までの5 km区間が山武東総道路2期として、さらにその先の旭市までの13 km区間が山武東総道路3期として事業化されている。旭市からは国道126号飯岡バイパスおよび八木拡幅の現道活用が予定されている。
山武東総道路1期区間は千葉県道路公社が管理する一般有料道路となっている。2期区間以東（横芝光ICから匝瑳方面）は歩行者・軽車両の通行規制がある一般道路であり、通行料無料となる。
銚子市を中心とする東総地域から千葉市までを往来を1時間以内に短縮する事を目的とした「県都1時間構想」に基づくものであり、同時に国道126号現道の混雑緩和など交通環境改善という役割を担っている。

### 山武東総道路

#### 1期
- 起点：千葉県山武市松尾町谷津
- 終点：千葉県山武郡横芝光町芝崎
- 延長：6.1 km
  - 有料道路区間：5.9 km[5]
- 車線数：暫定2車線
- 設計速度：80 km/h
- 料金徴収期限：2046年（令和28年）3月24日（40年間）

諸元は道路公社資料による。道路整備特別措置法に基づき整備された有料道路で、自動車専用道路であるため歩行者・原動機付自転車・軽車両等は通行できない。

#### 2期
- 起点：千葉県山武郡横芝光町芝崎
- 終点：千葉県匝瑳市横須賀
- 延長：5.0 km
- 幅員：9.5 m
- 車線数：2車線
- 道路規格：第3種第2級
- 設計速度：60 km/h
- 事業主体 : 千葉県（国補助事業）

諸元は再評価資料に基づく。
当初は幅員15.0 mを持つ自動車専用道路規格（第1種第3級、設計速度80 km/h）での整備予定であったが、現行の一般道路規格に見直された。そのため125cc以下の二輪車、原動機付自転車も通行できるが、歩行者と自転車・軽車両の通行は平面交差点での横断を除いて禁止されている。
整備主体は千葉県であるが、1期のすり付け区間改良を含めた一部事業については千葉県道路公社が千葉県から受託して実施している。2024年（令和6年）3月31日開通。

#### 3期
- 起点：千葉県匝瑳市横須賀
- 終点：千葉県旭市イ
- 延長：13 km
- 幅員：9.5 m
- 車線数：2車線
- 道路規格：第3種第2級
- 設計速度：60 km/h
- 事業主体 : 千葉県（国補助事業）

諸元は事前評価資料に基づく。2031年度（令和13年度）開通予定。

### 飯岡バイパス
- 起点：千葉県旭市イ
- 終点：千葉県旭市八木
- 延長：6.0 km

諸元は八木拡幅再評価資料に基づく

### 八木拡幅
- 起点：千葉県旭市八木
- 終点：千葉県銚子市三崎町
- 延長：5.7 km
  - 1工区（バイパス）：3.0 km
  - 2工区（バイパス）：1.0 km
  - 3工区（現道拡幅）：1.7 km
- 幅員
  - バイパス部：10.50 m
  - 現道拡幅部：21.25 m
- 車線数：2車線（バイパス部）・4車線（現道拡幅部）
- 道路規格：第3種第2級
- 設計速度：60 km/h
- 事業主体 : 千葉県

諸元は再評価資料に基づく。令和13年度整備完了予定。

## 沿革
- 1993年（平成5年）3月：飯岡バイパス供用[2]。
- 1994年（平成6年）12月16日：計画路線として指定される。
- 1997年（平成9年）度：1期区間着工。
- 2006年（平成18年）3月25日：1期区間が暫定2車線で開通[3][1]。
- 2006年度（平成18年度）：八木拡幅事業化[12]
- 2007年（平成19年）11月：山武東総道路2期事業化[7]
- 2015年（平成27年）7月1日：夏季限定で無料開放を実施（9月30日まで）[13]。
- 2022年（令和4年）度：山武東総道路3期事業化[14]
- 2024年（令和6年）
  - 3月25日 - 31日：道路切り替え工事のため松尾横芝IC - 横芝光IC間全面通行止め。[15]
  - 3月31日：2期区間（横芝光IC - 匝瑳IC）開通[10]。

## 通行料
道路公社資料による、松尾横芝IC - 横芝光IC間の料金。ETC利用可。通行料は松尾横芝ICの料金所にて徴収が行われる。圏央道から銚子連絡道路方向へ利用する場合は、松尾横芝ICの料金所で圏央道松尾横芝ICまでの料金と銚子連絡道路の料金が合算で徴収される。
- 普通車 : 210円
- 中型車 : 260円
- 大型車 : 370円
- 特大車 : 580円
- 軽自動車等 : 160円

## インターチェンジなど
- IC番号欄の背景色が■（有料部）・■（一般部）である部分については道路が供用済みの区間を示している。また、施設名欄の背景色が■である部分は施設が供用されていない、または完成していないことを示す。未開通区間の名称は仮称。

| IC 番号                    | 施設名           | 接続路線名                                 | 備考           | 所在地         |
| -------------------------- | ---------------- | ------------------------------------------ | -------------- | -------------- |
| C4 圏央道 東金・木更津方面 |                  |                                            |                |                |
| 93                         | 松尾横芝IC/JCT   | C4 首都圏中央連絡自動車道（直結）          |                | 山武市         |
|                            | 横芝光IC         | 国道126号                                  | 平面交差       | 山武郡横芝光町 |
|                            | 宮川交差点       | 農免桑郷線                                 | 平面交差       | 山武郡横芝光町 |
|                            | 匝瑳西IC         | 千葉県道49号八日市場栄線                   | ダイヤモンド型 | 匝瑳市         |
|                            | 匝瑳IC           | 千葉県道48号八日市場野栄線（野栄バイパス） | ダイヤモンド型 | 匝瑳市         |
| -                          | IC               | 千葉県道104号八日市場井戸野旭線            | [ 2 ]          | 匝瑳市         |
| -                          | IC               | 都市計画道路谷丁場遊正線                   | [ 2 ]          | 旭市           |
| -                          | IC               | 千葉県道35号旭停車場線                     | [ 2 ]          | 旭市           |
|                            | 交差点           | 旭中央病院アクセス道路                     | 平面交差       | 旭市           |
|                            | 飯岡バイパス入口 | 国道126号現道                              | 平面交差       | 旭市           |
| 国道126号飯岡バイパス      |                  |                                            |                |                |

- 松尾横芝ICでは銚子連絡道路と一般道路を接続する出入口は設置されておらず、圏央道に直結する。
- 旭中央病院アクセス道路南北線との平面交差点から飯岡バイパス入口交差点までは旭市道1級59号線として市道が供されている。この区間には道の駅季楽里あさひが設けられている[17]。

## 交通量
24時間自動車類交通量　令和3年度道路交通センサスより
- 千葉県山武市松尾町谷津137-2：2,841（台／日）